# HD 163532
HD 163532，又名BD-04 4376，SAO 141979、HR 6686，是一颗恒星，视星等为5.47，位于銀經22.94，銀緯10.21，其B1900.0坐标为赤經17h 51m 30.9s，赤緯-4° 10.21′ 3″。